# A Billboard Hot 100 listavezetői 2024-ben

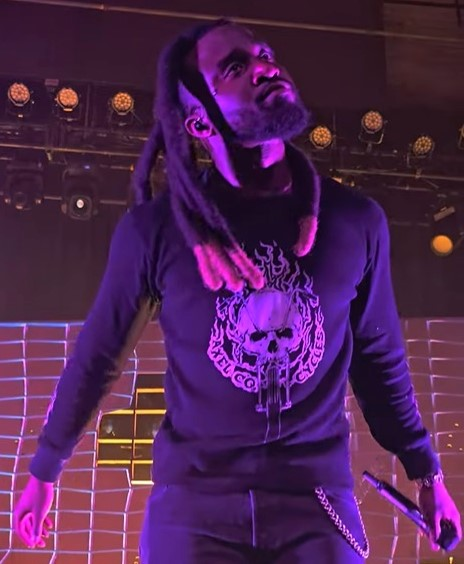
Shaboozey A Bar Song (Tipsy) című dala tizenkilenc hetet töltött a lista élén, amivel a Hot 100 történetének egyik legsikeresebb kislemezévé vált

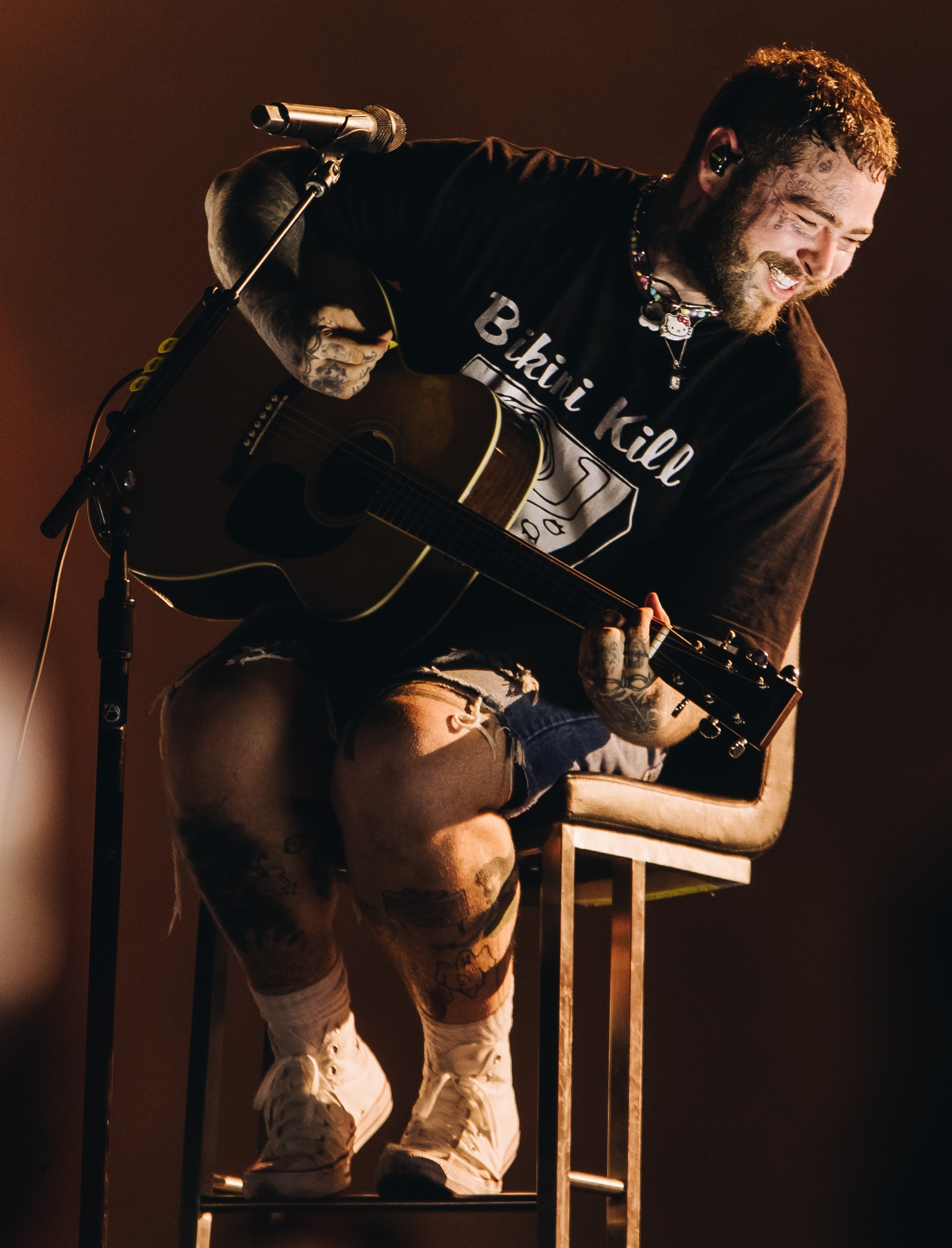
Post Malone nyolc hétig vezette a listát. Ezt Fortnight és I Had Some Help dalaival érte el, Taylor Swift, illetve Morgan Wallen közreműködésével. Az utóbbi az év legjobb eladási hetével rendelkező száma

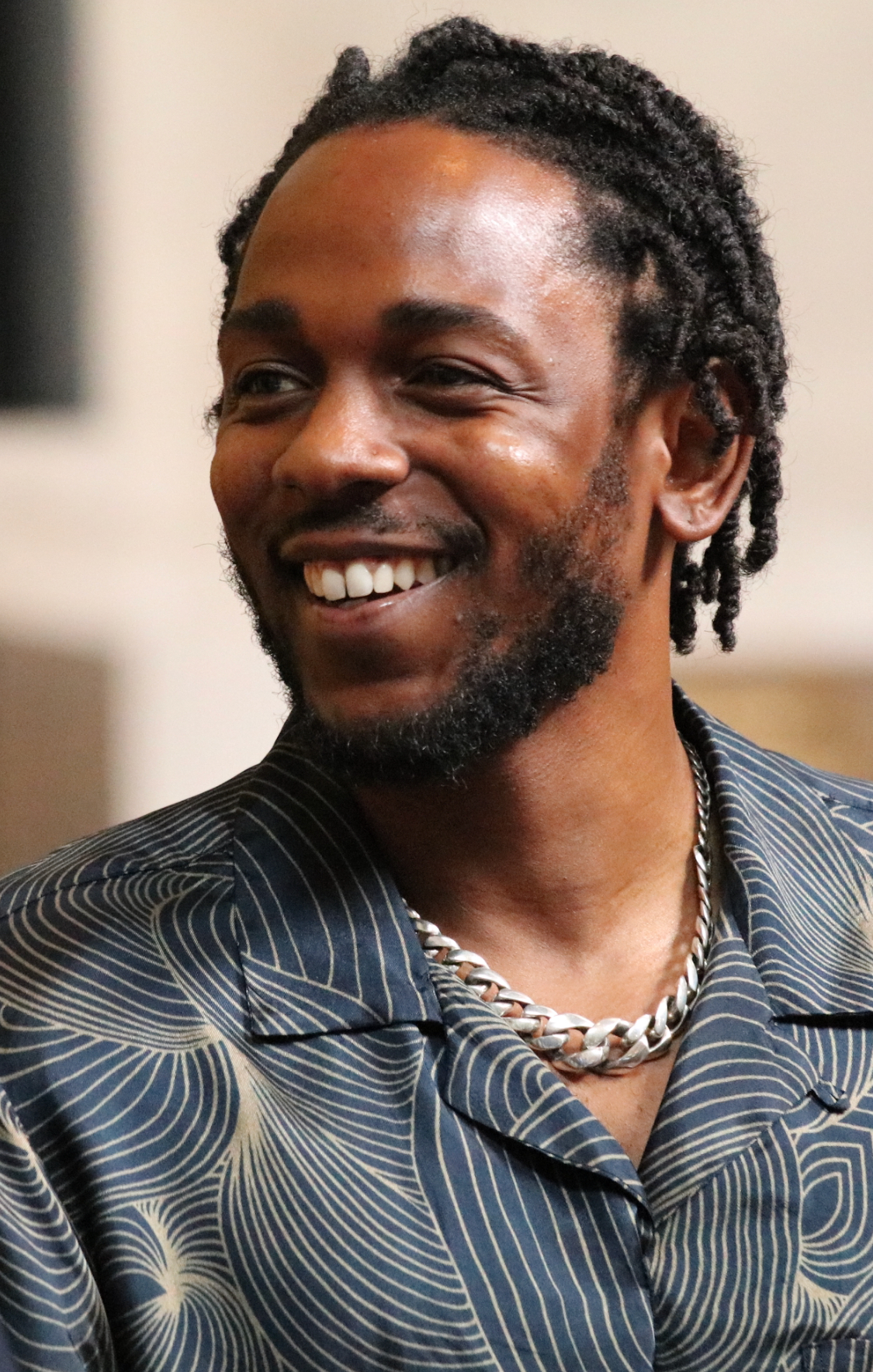
Drake elleni rivalizálása és GNX című albuma megjelenése következtében Kendrick Lamar (képen) három listavezető dalt is szerzett: a Like Thatet, a Not Like Us-t és a Squabble Upot. A dalok összesen hat hetet töltöttek a lista élén

A Billboard Hot 100 egy slágerlista, amely rangsorolja az Egyesült Államokban legjobban teljesítő kislemezeket. A streaming adatok, a digitális és fizikális eladások, illetve a rádiós teljesítmény alapján készült listát a Billboard magazin teszi közzé hetente, a Luminate Data adatait használva.
Shaboozey A Bar Song (Tipsy) című dala az év és az évtized legsikeresebb száma, tizenkilenc hetet töltött az élen. Post Malone és Morgan Wallen I Had Some Help című dala a legjobb heti eladási számokkal rendelkezik az évben. Beyoncé lett az első afroamerikai nő, aki egy countrydallal listavezető lett, a Texas Hold ’Em kislemezzel. Kanye West lett az első rapper, aki három különböző évtizedben is első helyezett dalt szerzett (2000-es, 2010-es és 2020-as évek), Carnival című számával, Ty Dolla Sign, Rich the Kid és Playboi Carti közreműködésével. Hozier lett az első ír zenész Sinéad O’Connor óta (1990), aki elérte a Hot 100 első helyét, a Too Sweet számmal.
Szeptember 28-ig húsz előadó érte el a lista élét az évben, amiből nyolcan (a ¥$, Rich the Kid, Playboi Carti, Teddy Swims, Metro Boomin, Hozier, Sabrina Carpenter és Shaboozey) először. Ariana Grande, Kendrick Lamar és Post Malone azok az előadók, akiknek két dala is első lett 2024-ben.

## Lista
| Az év legsikeresebb dala |

| No.  | Dátum          | Dal                                      | Előadó(k)                                                               | For.            |
| ---- | -------------- | ---------------------------------------- | ----------------------------------------------------------------------- | --------------- |
| re   | január 6.      | Rockin’ Around the Christmas Tree        | Brenda Lee                                                              | [ 6 ] [ 7 ]     |
| re   | január 13.     | Lovin on Me                              | Jack Harlow                                                             | [ 8 ] [ 9 ]     |
| re   | január 20.     | Lovin on Me                              | Jack Harlow                                                             | [ 10 ] [ 11 ]   |
| 1162 | január 27.     | Yes, And?                                | Ariana Grande                                                           | [ 12 ] [ 13 ]   |
| re   | február 3.     | Lovin on Me                              | Jack Harlow                                                             | [ 14 ] [ 15 ]   |
| 1163 | február 10.    | Hiss                                     | Megan Thee Stallion                                                     | [ 16 ] [ 17 ]   |
| re   | február 17.    | Lovin on Me                              | Jack Harlow                                                             | [ 18 ] [ 19 ]   |
| re   | február 24.    | Lovin on Me                              | Jack Harlow                                                             | [ 20 ] [ 21 ]   |
| 1164 | március 2.     | Texas Hold ’Em                           | Beyoncé                                                                 | [ 22 ] [ 2 ]    |
| 1164 | március 9.     | Texas Hold ’Em                           | Beyoncé                                                                 | [ 23 ] [ 24 ]   |
| 1165 | március 16.    | Carnival                                 | ¥$: Ye és Ty Dolla Sign, Rich the Kid és Playboi Carti közreműködésével | [ 25 ] [ 3 ]    |
| 1166 | március 23.    | We Can’t Be Friends (Wait for Your Love) | Ariana Grande                                                           | [ 26 ] [ 27 ]   |
| 1167 | március 30.    | Lose Control                             | Teddy Swims                                                             | [ 28 ] [ 29 ]   |
| 1168 | április 6.     | Like That                                | Future, Metro Boomin és Kendrick Lamar                                  | [ 30 ] [ 31 ]   |
| 1168 | április 13.    | Like That                                | Future, Metro Boomin és Kendrick Lamar                                  | [ 32 ] [ 33 ]   |
| 1168 | április 20.    | Like That                                | Future, Metro Boomin és Kendrick Lamar                                  | [ 34 ] [ 35 ]   |
| 1169 | április 27.    | Too Sweet                                | Hozier                                                                  | [ 36 ] [ 4 ]    |
| 1170 | május 4.       | Fortnight                                | Taylor Swift, Post Malone közreműködésével                              | [ 37 ] [ 38 ]   |
| 1170 | május 11.      | Fortnight                                | Taylor Swift, Post Malone közreműködésével                              | [ 39 ] [ 40 ]   |
| 1171 | május 18.      | Not Like Us                              | Kendrick Lamar                                                          | [ 41 ] [ 42 ]   |
| 1172 | május 25.      | I Had Some Help                          | Post Malone, Morgan Wallen közreműködésével                             | [ 43 ] [ 1 ]    |
| 1172 | június 1.      | I Had Some Help                          | Post Malone, Morgan Wallen közreműködésével                             | [ 44 ] [ 45 ]   |
| 1172 | június 8.      | I Had Some Help                          | Post Malone, Morgan Wallen közreműködésével                             | [ 46 ] [ 47 ]   |
| 1172 | június 15.     | I Had Some Help                          | Post Malone, Morgan Wallen közreműködésével                             | [ 48 ] [ 49 ]   |
| 1172 | június 22.     | I Had Some Help                          | Post Malone, Morgan Wallen közreműködésével                             | [ 50 ] [ 51 ]   |
| 1173 | június 29.     | Please Please Please                     | Sabrina Carpenter                                                       | [ 52 ] [ 53 ]   |
| re   | július 6       | I Had Some Help                          | Post Malone, Morgan Wallen közreműködésével                             | [ 54 ] [ 55 ]   |
| 1174 | július 13.     | A Bar Song (Tipsy)                       | Shaboozey                                                               | [ 56 ] [ 57 ]   |
| re   | július 20.     | Not Like Us                              | Kendrick Lamar                                                          | [ 58 ] [ 59 ]   |
| re   | július 27.     | A Bar Song (Tipsy)                       | Shaboozey                                                               | [ 60 ] [ 61 ]   |
| re   | augusztus 3.   | A Bar Song (Tipsy)                       | Shaboozey                                                               | [ 62 ] [ 63 ]   |
| re   | augusztus 10.  | A Bar Song (Tipsy)                       | Shaboozey                                                               | [ 64 ] [ 65 ]   |
| re   | augusztus 17.  | A Bar Song (Tipsy)                       | Shaboozey                                                               | [ 66 ]          |
| re   | augusztus 24.  | A Bar Song (Tipsy)                       | Shaboozey                                                               | [ 67 ] [ 68 ]   |
| re   | augusztus 31.  | A Bar Song (Tipsy)                       | Shaboozey                                                               | [ 69 ] [ 70 ]   |
| re   | szeptember 7.  | A Bar Song (Tipsy)                       | Shaboozey                                                               | [ 71 ] [ 72 ]   |
| re   | szeptember 14. | A Bar Song (Tipsy)                       | Shaboozey                                                               | [ 73 ] [ 74 ]   |
| re   | szeptember 21. | A Bar Song (Tipsy)                       | Shaboozey                                                               | [ 75 ] [ 76 ]   |
| re   | szeptember 28. | A Bar Song (Tipsy)                       | Shaboozey                                                               | [ 77 ] [ 78 ]   |
| re   | október 5.     | A Bar Song (Tipsy)                       | Shaboozey                                                               | [ 79 ] [ 80 ]   |
| re   | október 12.    | A Bar Song (Tipsy)                       | Shaboozey                                                               | [ 81 ] [ 82 ]   |
| re   | október 19.    | A Bar Song (Tipsy)                       | Shaboozey                                                               | [ 83 ] [ 84 ]   |
| re   | október 26.    | A Bar Song (Tipsy)                       | Shaboozey                                                               | [ 85 ] [ 86 ]   |
| 1175 | november 2.    | Love Somebody                            | Morgan Wallen                                                           | [ 87 ] [ 88 ]   |
| re   | november 9.    | A Bar Song (Tipsy)                       | Shaboozey                                                               | [ 89 ] [ 90 ]   |
| re   | november 16.   | A Bar Song (Tipsy)                       | Shaboozey                                                               | [ 91 ] [ 92 ]   |
| re   | november 23.   | A Bar Song (Tipsy)                       | Shaboozey                                                               | [ 93 ] [ 94 ]   |
| re   | november 30.   | A Bar Song (Tipsy)                       | Shaboozey                                                               | [ 95 ] [ 96 ]   |
| 1176 | december 7.    | Squabble Up                              | Kendrick Lamar                                                          | [ 97 ] [ 98 ]   |
| re   | december 14.   | All I Want for Christmas Is You          | Mariah Carey                                                            | [ 99 ] [ 100 ]  |
| re   | december 21.   | All I Want for Christmas Is You          | Mariah Carey                                                            | [ 101 ] [ 102 ] |
| re   | december 28.   | All I Want for Christmas Is You          | Mariah Carey                                                            | [ 103 ] [ 104 ] |

## Listavezető előadók
| #  | Ország           | Előadó              | Hetek száma |
| -- | ---------------- | ------------------- | ----------- |
| 1  | Egyesült Államok | Shaboozey           | 19          |
| 2  | Egyesült Államok | Post Malone         | 8           |
| 3  | Egyesült Államok | Morgan Wallen       | 7           |
| 4  | Egyesült Államok | Kendrick Lamar      | 6           |
| 5  | Egyesült Államok | Jack Harlow         | 5           |
| 6  | Egyesült Államok | Future              | 3           |
| 6  | Egyesült Államok | Metro Boomin        | 3           |
| 6  | Egyesült Államok | Mariah Carey        | 3           |
| 9  | Egyesült Államok | Beyoncé             | 2           |
| 9  | Egyesült Államok | Ariana Grande       | 2           |
| 9  | Egyesült Államok | Taylor Swift        | 2           |
| 12 | Egyesült Államok | Brenda Lee          | 1           |
| 12 | Egyesült Államok | Megan Thee Stallion | 1           |
| 12 | Egyesült Államok | ¥$                  | 1           |
| 12 | Egyesült Államok | Ye                  | 1           |
| 12 | Egyesült Államok | Ty Dolla Sign       | 1           |
| 12 | Egyesült Államok | Rich the Kid        | 1           |
| 12 | Egyesült Államok | Playboi Carti       | 1           |
| 12 | Egyesült Államok | Teddy Swims         | 1           |
| 12 | Írország         | Hozier              | 1           |
| 12 | Egyesült Államok | Sabrina Carpenter   | 1           |